# Olena Sharga
Olena Sharga, née le 24 décembre 1986 en Ukraine, est une cycliste professionnelle depuis 2006.

## Palmarès

### Palmarès par années
- 2009
  - 3e du championnat d'Ukraine du contre-la-montre
- 2012
  - 49e de la Course en ligne féminin aux championnats du monde de cyclisme sur route
- 2013
  - 3e du championnat d'Ukraine du contre-la-montre
- 2015
  - 3e du championnat d'Ukraine du contre-la-montre
- 2018
  - 2e du championnat d'Ukraine du contre-la-montre
- 2019
  - Grand Prix Velo Alanya
  - 3e du VR Women ITT
  - 3e du championnat d'Ukraine sur route
- 2020
  - 2e du Grand Prix Belek
- 2021
  - 2e du Kahramanmaraş Grand Prix
  - 3e du Grand Prix Velo Erciyes